# Bastille metróállomás
A Bastille egy metróállomás Franciaországban, Párizsban a párizsi metró 1-es, 5-ös és 8-as metróvonalán. Tulajdonosa és üzemeltetője a RATP.

## Nevezetességek a közelben
- Opéra Bastille

## Metróvonalak
Az állomást az alábbi metróvonalak érintik:
- 1-es metróvonal
- 5-ös metróvonal
- 8-as metróvonal

## Kapcsolódó állomások
A metróállomáshoz az alábbi állomások vannak a legközelebb:
- Saint-Paul (La Défense, 1-es metróvonal)
- Gare de Lyon (Château de Vincennes, 1-es metróvonal)
- Quai de la Rapée (1939. szeptember 2. – , Place d’Italie, 5-ös metróvonal)
- Bréguet – Sabin (Bobigny – Pablo Picasso, 5-ös metróvonal)
- Chemin Vert (Balard, 8-as metróvonal)
- Ledru-Rollin (Pointe du Lac, 8-as metróvonal)